# Gmina Washington (hrabstwo Clinton, Iowa)

Położenie Gminy Washington w hrabstwie Clinton

Gmina Washington (ang. Washington Township) – gmina w USA, w stanie Iowa, w hrabstwie Clinton. Według danych z 2000 roku gmina miała 460 mieszkańców, a jej powierzchnia wynosi 82,98 km².